# (32074) Kevinsadhu
2000 JF64 (asteroide 32074) é um asteroide da cintura principal. Possui uma excentricidade de 0.12593700 e uma inclinação de 0.51915º.
Este asteroide foi descoberto no dia 10 de maio de 2000 por LINEAR em Socorro.